# Helena Dłuska
Helena Dłuska (ur. 13 kwietnia 1892 w Paryżu, zm. 16 października 1921 w Chicago) – polska taterniczka, publicystka, działaczka polityczna.

## Życiorys

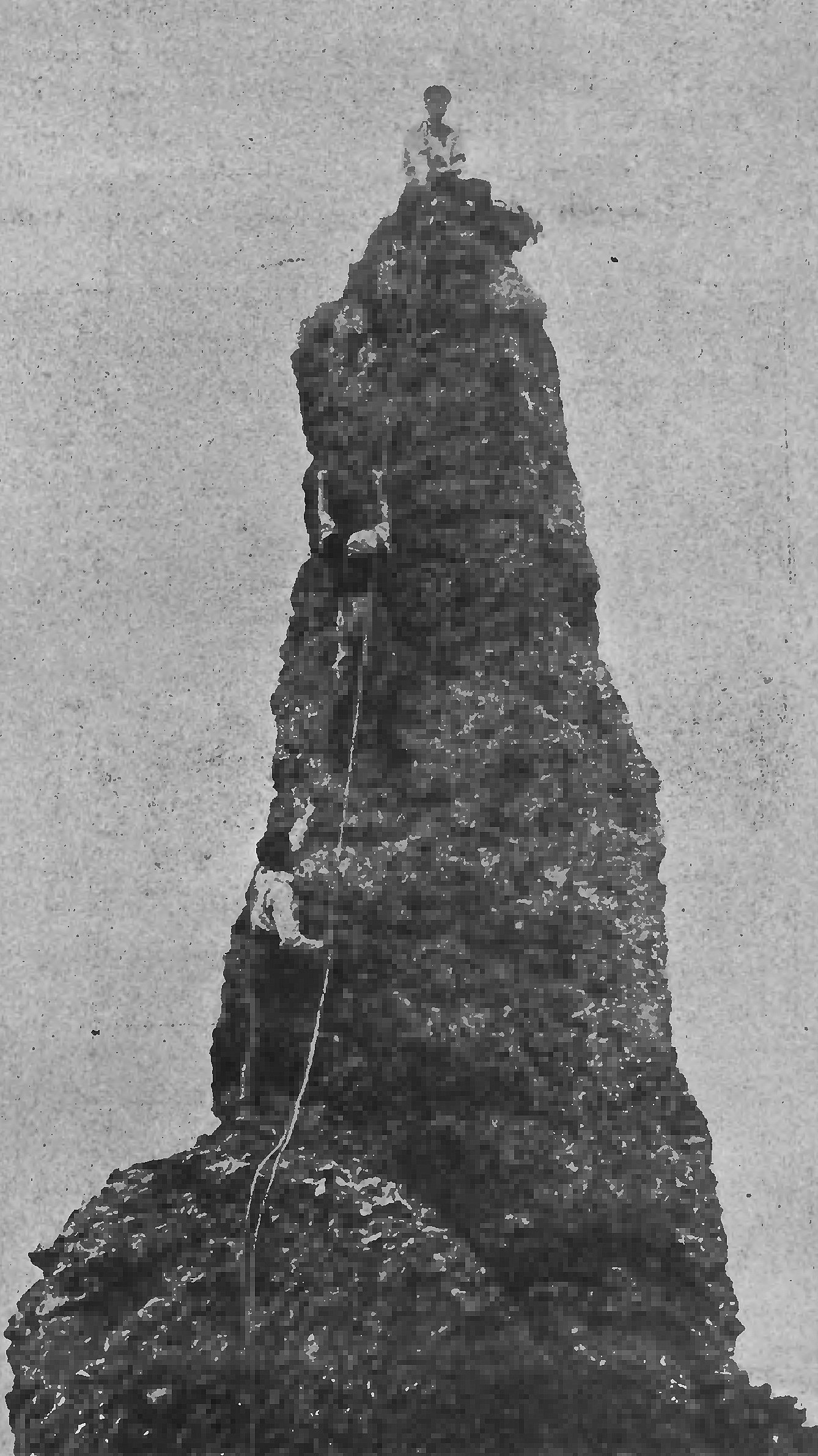
Pierwsza turnia w Strążyskach w 1909, gdzie wypadkowi uległa Helena Dłuska

Urodziła się jako córka dwojga lekarzy – Kazimierza Dłuskiego i Bronisławy ze Skłodowskich, starszej siostry Marii Skłodowskiej. Miała młodszego brata Jerzego, który zmarł w wieku pięciu lat z powodu zapalenia opon mózgowych. Jej ojcem chrzestnym prawdopodobnie był Ignacy Jan Paderewski, który był przyjacielem rodziny Dłuskich.
Od najmłodszych lat mieszkała w Zakopanem, gdzie jej rodzice założyli sanatorium chorób płuc, na swoje pierwsze tatrzańskie wspinaczki chodziła już w wieku 16 lat. Wspinała się najczęściej ze swoimi kuzynkami -  Ireną Pawlewską i Marią Skłodowską. Były jednymi z pierwszych samodzielnych taterniczek. W 1906 zaczęła uczęszczać do I Prywatnego Gimnazjum Żeńskiego w Krakowie przy ulicy Wolskiej 13. Od 1908 należała do STTT. W tym samym roku została usunięta z gimnazjum za potajemną wycieczkę na drugą stronę Tatr. Trafiła wówczas do I Szkoły Realnej w Krakowie. W czerwcu 1909 zdała maturę, a w październiku uległa wypadkowi podczas samotnej wspinaczki na Kominach Strążyskich, wskutek czego doznała złamania nogi i obrażeń głowy. Konsekwencją wypadku było kalectwo stopy, które uniemożliwiało jej dalszą działalność taternicką. Po tym zdarzeniu uprawiała w Tatrach jedynie turystykę, od 1912 była członkinią Sekcji Ochrony Tatr Towarzystwa Tatrzańskiego. W 1913 w liście do Walerego Goetla, przekonywała go do utworzenia parku narodowego w Tatrach. 
W 1919 leczyła się w szpitalu psychiatrycznym w Krakowie, a następnie w Warszawie. W tym czasie interesowała się polityką, udzielała się w PPS, zajmowała się edukacją robotników. 
W 1920 wyemigrowała do Chicago z ramienia stronnictwa socjalistycznego z poleceniem głoszenia odczytów na temat socjalistycznych idei w koloniach polskich. Pracowała w redakcji związanego z PPS pisma „Dziennik Ludowy” w budynku przy Milwaukee Avenue 959. Relacjonowała m.in. przyjazd Marii Skłodowskiej-Curie i jej córek do USA.  Przebywając w Stanach Zjednoczonych, często udawała się w Góry Skaliste. Zorganizowała wśród Polonii zbiórkę pieniędzy na rzecz plebiscytu na Górnym Śląsku, została pomówiona o ich defraudację w ramach walki polskich ugrupowań politycznych w USA, co negatywnie wpłynęło na stan jej zdrowia psychicznego.
Zmarła w nocy z 15 na 16 października 1921 w redakcji gazety, gdzie zatruła się doprowadzanym do lampy gazem świetlnym. Przyjęto, że przed pójściem spać zapomniała zakręcić ulatniający się gaz. Liczne źródła podają błędną datę jej śmierci (wrzesień 1922), w rzeczywistości nie doczekała swoich 30. urodzin. 
Helena Dłuska nie ma swojego grobu. Jej prochy zostały przywiezione z Ameryki i zaginęły w powstaniu warszawskim w 1944. Staraniem Ewy Wójcik-Wichrowskiej, aktorki Teatru im. Stefana Jaracza w Łodzi, na grobie jej ojca znajduje się tablica, która ją upamiętnia. W 1922 roku jej rodzice przekazali działkę w Aninie wraz z stojącymi tam budynkami Robotniczemu Wydziałowi Wychowania Dziecka i Opieki nad Nim działającemu przy PPS. Utworzono tam świecki dom dziecka imienia Heleny Dłuskiej (obecnie Centrum Rehabilitacji, Edukacji i Opieki Towarzystwa Przyjaciół Dzieci HELENÓW), którym Bronisława Dłuska opiekowała się do końca swojego życia.

## Ważniejsze tatrzańskie osiągnięcia wspinaczkowe
- pierwsze wejście na Świstowy Róg, wraz z Tadeuszem Pawlewskim i Tadeuszem Świerzem,
- pierwsze wejście na Szczyrbski Szczyt nową drogą, od strony Doliny Hlińskiej,
- pierwsze wejście nową drogą na Rówienkową Turnię,
- pierwsze wejście nową drogą na Graniastą Turnię.